# Rödstugan

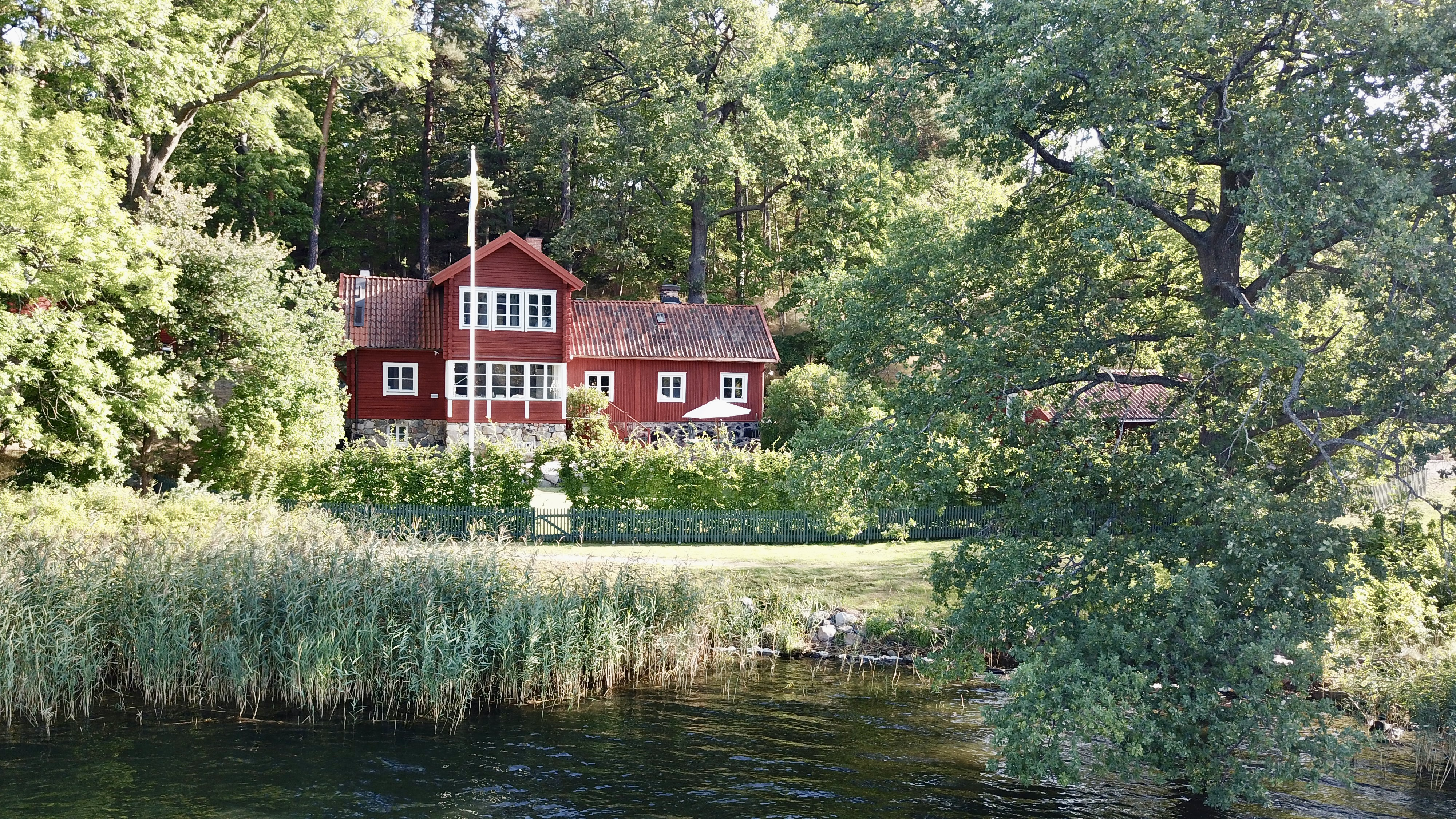
Rödstugan, huvudbyggnad fasad från Rödstuguviken

Rödstugan är en historiskt betydelsefull byggnad belägen vid Rödstuguviken i Sticklinge, Lidingö. Husets historia sträcker sig tillbaka till 1600-talet och det har genom århundradena fungerat som bostad för torpare, färjkarlar och statarfamiljer. Dess strategiska läge vid vattnet har spelat en viktig roll för färjetrafiken mellan Lidingö och Djursholmslandet.

## Historisk bakgrund
Rödstugan kallades tidigare Lilla Brevik och var ett torp under Tyktorp. Byggnaden är en av de äldsta på Lidingö och finns med på den tidigaste bevarade kartan över Lidingö från 1661.
På 1600- och 1700-talen bodde här färjkarlen som ansvarade för att upprätthålla färjeförbindelsen mellan Lidingö och Djursholm. Färjetrafiken var avgörande för att säkerställa att kyrkoherden i Danderyd kunde predika i Lidingö kyrka och att öns frälsebönder kunde utföra sina dagsverken vid Djursholms slott.
Under 1770-talet, när Johan Gabriel Banér sålde sina egendomar på Lidingö hade Gustav Spaldencreutz, som köpte Tyktorp, inget intresse av att fortsätta bekosta färjan, trots protester från bland annat kyrkan. Färjeleden lades slutligen ner i slutet av 1700-talet.

### Rödstugan under 1800- och 1900-talet
På 1800-talet arrenderades stugan ut till olika brukare, bland annat till en statare vid namn Grönvall, som genomförde en tillbyggnad i två våningar på den norra delen av stugan omkring år 1900. Efter honom arrenderades stugan mellan 1902 och 1929 av målaren Carlsson med familj, som också hade djur på gården.
År 1931 tog A F Winther över Rödstugan, som då stått tom i två år. Lidingö stads tomt AB köpte fastigheten 1942 för att säkerställa att denna inte skulle rivas och hyrde ut stugan, huvudsakligen som sommarbostad. Under denna tid förföll den norra delen av huset, och när Lidingö stad sålde huset 1997 var tillbyggnaden i så dåligt skick att den behövde ersättas. Sedan 1997 är Rödstugan en privatbostad.

## Kulturhistorisk betydelse
Rödstugan är klassad som en kulturhistoriskt värdefull byggnad. Byggnaden består av ett falurött bostadshus, en lada och ett härbre. Fastigheten inkluderade även ett uthus i norr, som tyvärr brann ner, men grunden finns fortfarande kvar.
Enligt en utredning av länsantikvarien från 1993 är Rödstugan markerad som en omistlig byggnad. Den representerar en enkel byggnadsstil från den tid då Lidingö fortfarande odlades och markerar en plats som haft avgörande betydelse för kommunikationen mellan Lidingö och Djursholm. Rödstugan är en av de äldsta byggnaderna på Lidingö och dess omnämnande på Banérs karta från 1661 understryker dess långvariga historiska betydelse.
Historiska kartor

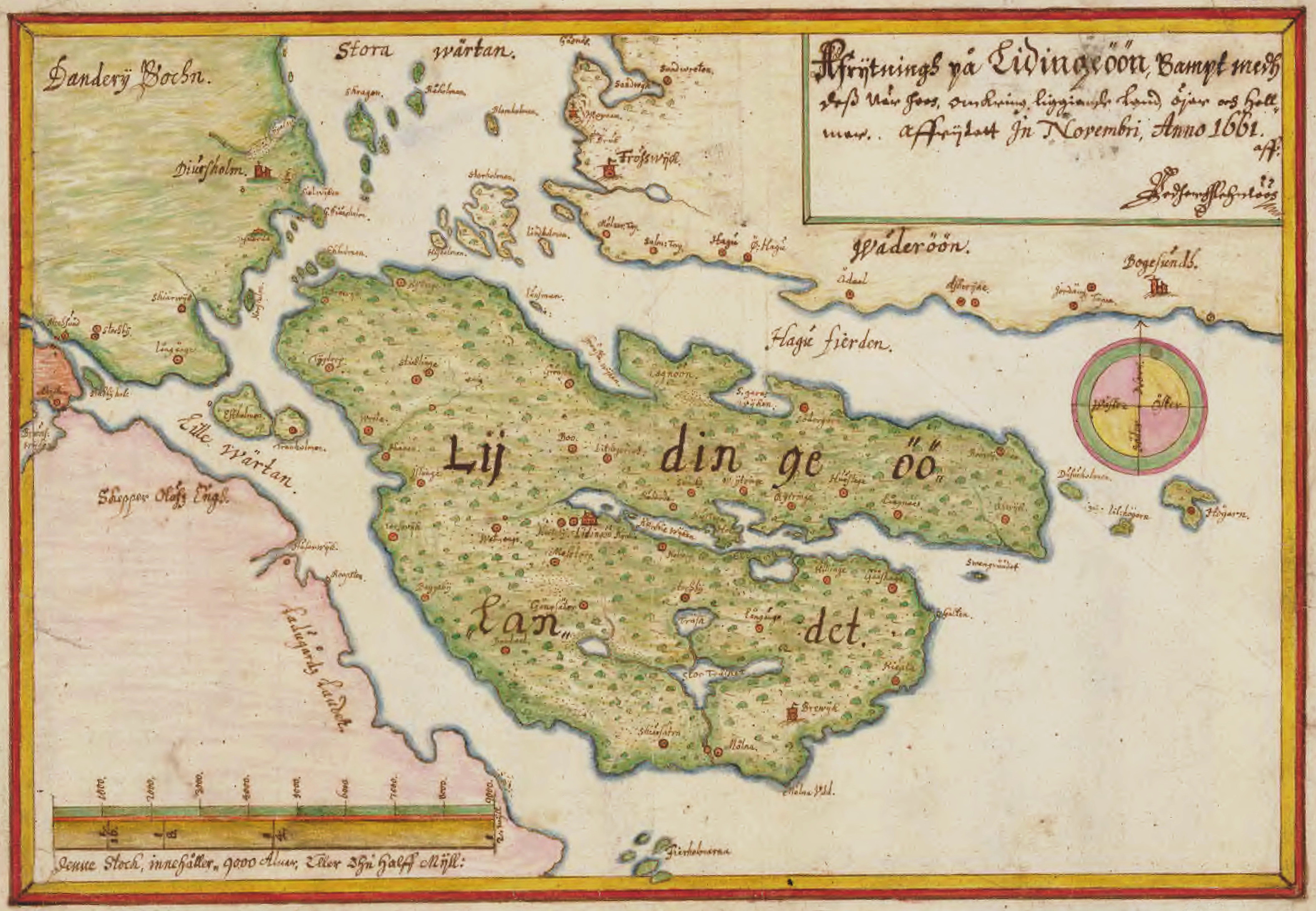
Den äldsta kända kartan över Lidingö, 1661
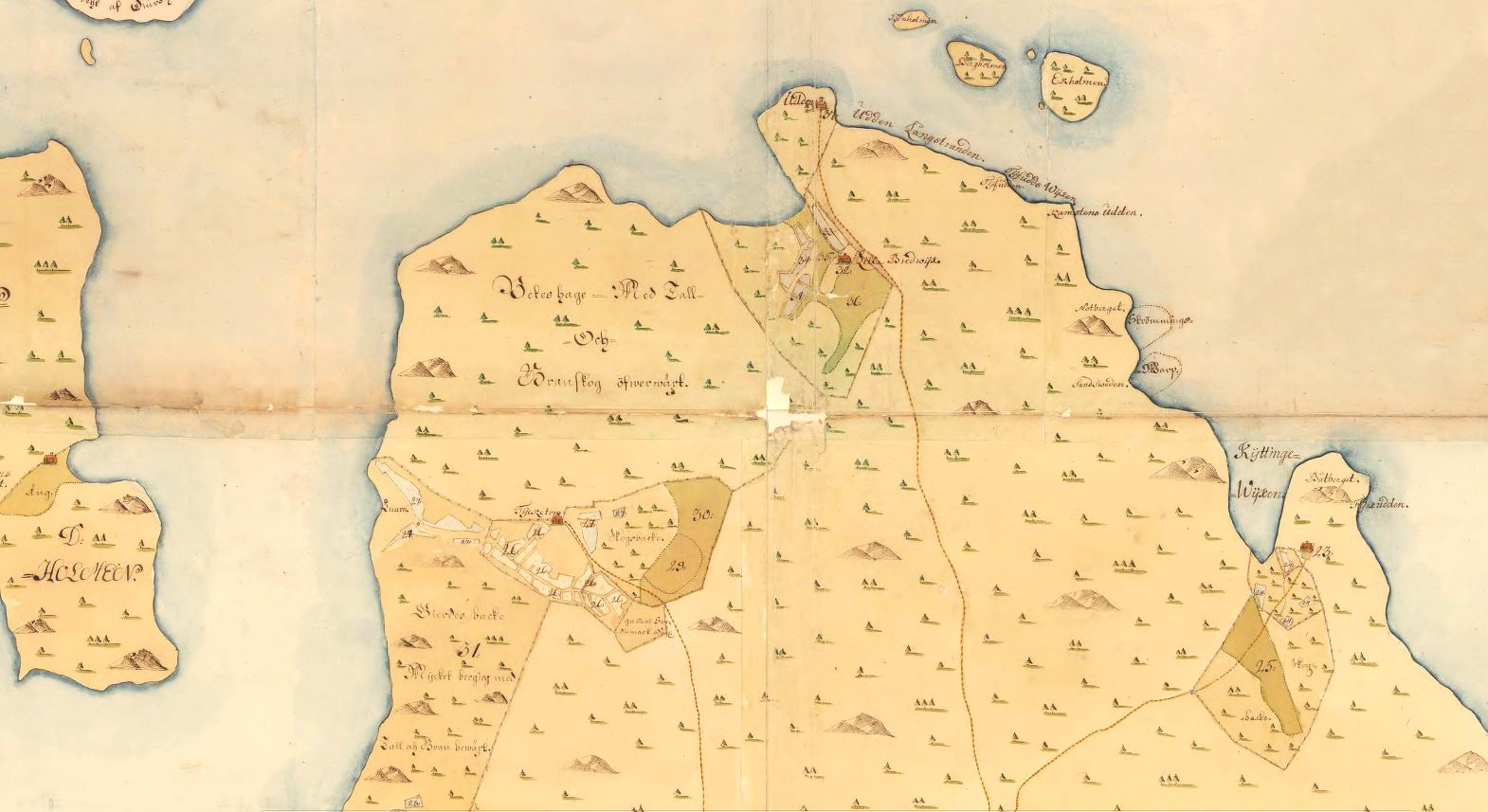
Lars Kietzlinghs karta, 1720
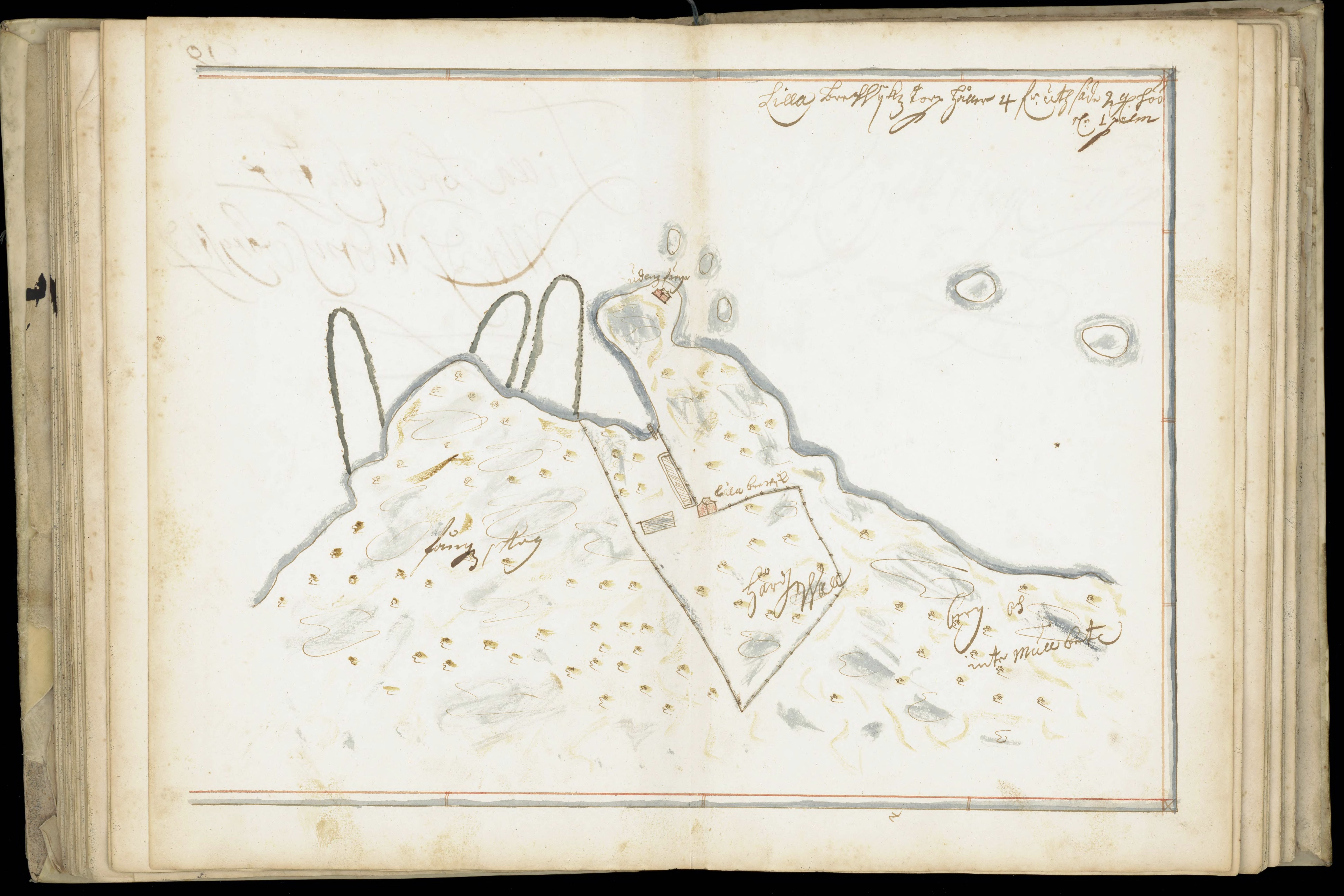
Karta 19 från Banérs kartsamling, 1699

Bilder Rödstugan